# 3769 Артурмилер
3769 Артурмилер (енгл. 3769 Arthurmiller) је астероид главног астероидног појаса са средњом удаљеношћу од Сунца која износи 2,264 астрономских јединица (АЈ).
Апсолутна магнитуда астероида је 13,6.